# Antidoping-Preis
Der Antidoping-Preis (bis 2012 Heidi-Krieger-Medaille) ist ein Preis des Doping-Opfer-Hilfe-Vereins (DOH) aus Berlin für Personen, die sich besonders im Kampf gegen Doping im Sport verdient gemacht haben. 

## Trophäe
Die Trophäe des Preises besteht aus jener Goldmedaille im Kugelstoßen, die Heidi Krieger bei den Leichtathletik-Europameisterschaften 1986 mit einer Weite von 21,10 m gewann. Andreas Krieger stiftete diese Medaille 1999 dem Verein Doping-Opfer-Hilfe, der sie, nunmehr eingearbeitet in eine Plastik, seit 2000 als Preis für den Kampf gegen Doping im Sport vergibt. Der Preis trug zunächst den Namen „Heidi-Krieger-Medaille“  und wurde 2014 in „Antidoping-Preis des DOH“ umbenannt.

## Preisträger
- 2000: Der Mediziner Christian Straßburger für den Nachweis des Wachstumshormons HGH[3]
- 2001: Die Buchautorin Brigitte Berendonk (Doping – Von der Forschung zum Betrug)[4]
- 2003: Der Sporthistoriker Giselher Spitzer für seine Verdienste um die Aufarbeitung des DDR-Sportsystems[5]
- 2005: Die ehemalige Biathletin Antje Harvey für die Verweigerung der Einnahme von Steroiden in der DDR[6]
- 2007: Die Leichtathletin Anne-Kathrin Elbe für engagiertes Wirken gegen Doping. Sie habe als „mündige Athletin ein Zeichen gesetzt – und das zu einer Zeit, als Aufklärung noch nicht medial vermarktet wurde und Nestbeschmutzer erheblichen Anfeindungen ausgesetzt waren.“ Aufgrund der Angaben der Sprinterin wurde ihr ehemaliger Trainer Thomas Springstein wegen Minderjährigen-Doping zu einem Jahr und vier Monaten Haft auf Bewährung verurteilt, weil er ihr Dopingmittel verabreicht hatte.
- 2009: Die Rudertrainerin Johanna Sperling, der Langlauftrainer Henner Misersky, der frühere Bundestrainer im Kugelstoßen, Hansjörg Kofink, und Horst Klehr, Gründungsmitglied der Doping-Kommission des Deutschen Leichtathletik-Verbandes. Alle vier Preisträger verweigerten sich in den unterschiedlichen Gesellschaftssystemen der DDR und der Bundesrepublik vor 1990 den Dopingpraktiken im Leistungssport und hatten dafür wesentliche Repressalien, Anfeindungen und Verleumdungen zu erleiden.[7]
- 2012: Der Sportjournalist Herbert Fischer-Solms vom Deutschlandfunk
- 2014: Werner Franke, Professor für Zell- und Molekularbiologie am Deutschen Krebsforschungszentrum in Heidelberg, international bekannt als einer der führenden Experten in Dopingfragen[8]
- 2016: Julia Stepanowa, russische Leichtathletin[9]
- 2018: Anne Drescher, Landesbeauftragte für die Unterlagen des Staatssicherheitsdienstes der ehemaligen DDR in Mecklenburg-Vorpommern[10]